# وزارة الشؤون الخارجية (الفلبين)

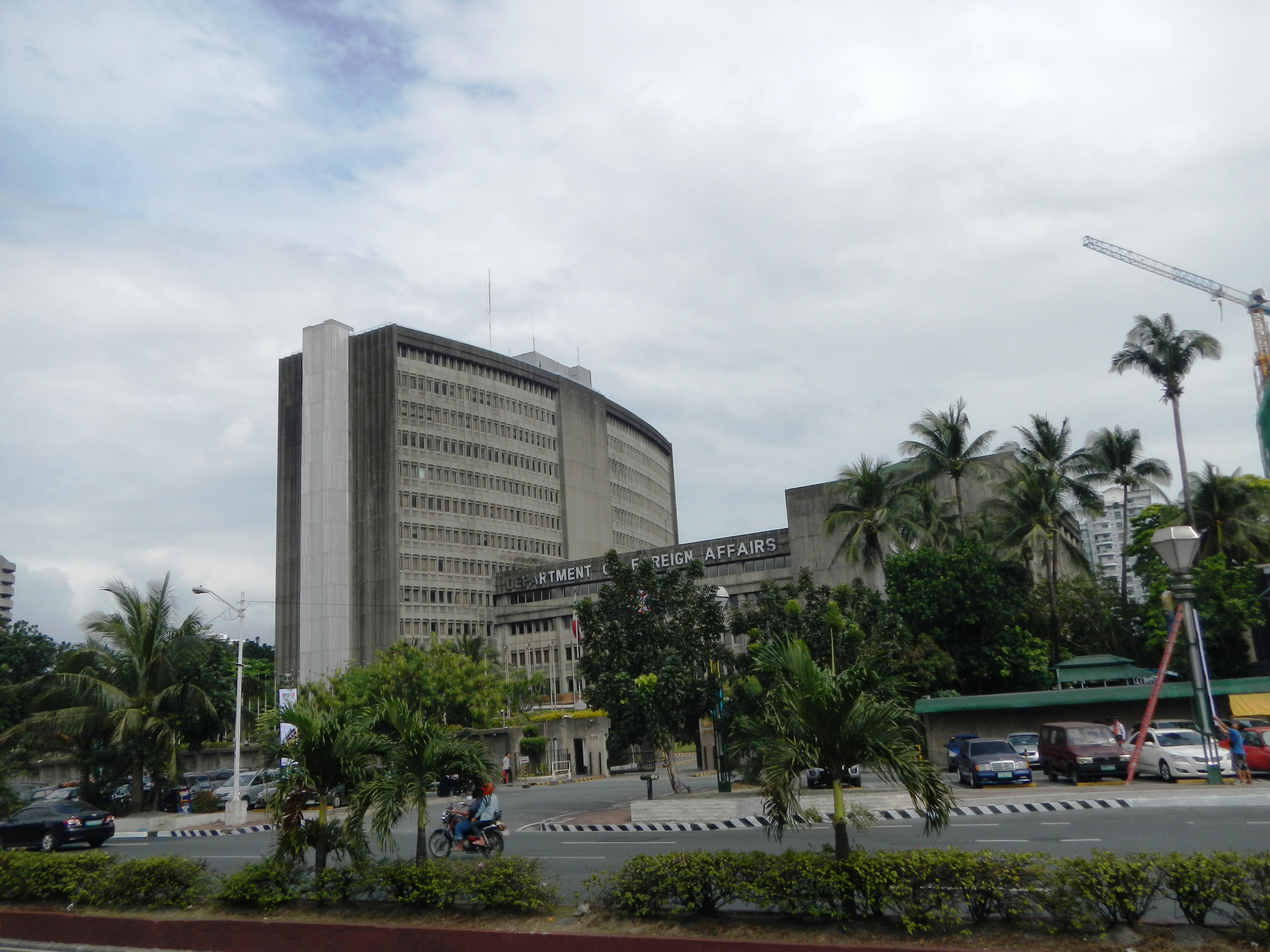

وزارة الشؤون الخارجية في الفلبين (DFA؛ بالفلبينية: Kagawaran ng Ugnayang Panlabas) هي الإدارة التنفيذية لحكومة الفلبين المكلّفة بالمساهمة في دعم الأمن القومي وحماية السلامة الإقليمية والسيادة الوطنية، والمشاركة في السعي للحفاظ على التنمية وتشجيع الميزة التنافسية للفلبين، وحماية الحقوق وتعزيز رفاهية الفلبينيين في الخارج وحشدهم كشركاء في التنمية الوطنية، وعكس صورة إيجابية عن الفلبين، وزيادة الفهم الدولي لثقافة الفلبين بهدف إقامة علاقات ذات منفعة متبادلة مع البلدان الأخرى.

## تاريخها

### الفلبين بعد الحرب
خلال الفترة التي كانت فيها الفلبين مستعمرة للولايات المتحدة، لم تلعب الحكومة دورًا فعّالًا في صياغة سياستها الخارجية وتنفيذها. كان هذا هو الحال أيضًا أثناء احتلال اليابان للفلبين من عام 1942 إلى عام 1944. استعادت البلاد السيطرة الكاملة على الشؤون الخارجية والدبلوماسية في 4 يوليو 1946، عندما صدر قانون الكومنولث رقم 732 القاضي بإنشاء وزارة الشؤون الخارجية. في 16 سبتمبر، أصدر الرئيس مانويل روكساس الأمر التنفيذي رقم 18، الذي ينص على تنظيم وزارة الشؤون الخارجية والسلك الدبلوماسي وتفعيلهما. آنذاك، كانت المهام الرئيسية لوزارة الشؤون الخارجية هي المساعدة في إعادة التأهيل في فترة ما بعد الحرب، وصياغة سياسات لتشجيع الاستثمار، وإعادة تفعيل العلاقات الدبلوماسية مع البلدان المجاورة.
اقترحت وزارة الشؤون الخارجية أيضًا تعديلات على قانون التجارة الفلبيني، ومعاهدة الدفاع المشترك بين جمهورية الفلبين والولايات المتحدة الأمريكية، واتفاقية لوريل-لانغلي مع الولايات المتحدة، ما ساعد على تعزيز العلاقات التجارية والعسكرية مع الولايات المتحدة، وفي الوقت نفسه دخلت الفلبين ساحة السياسة الخارجية المستقلة.
بلغت وزارة الشؤون الخارجية ذروتها خلال سنوات ما بعد الحرب من خلال تكثيف مشاركتها على الساحة الدولية. في ذلك الوقت، كانت البيئة الدولية قد بدأت بالتغيّر، ما تطلّب تحديد توجّهات وأولويات جديدة للسياسة الخارجية للفلبين. خلال الحرب الباردة، وعلى خلفية الحرب الكورية في عام 1950 والشيوعية الممتدة في الصين، توقّعت الفلبين تطورًا في السياسة الخارجية الدولية. ساعدت الفلبين في صياغة الاتفاقية العامة للتعريفة الجمركية والتجارة أو الجات في عام 1949، وأصبحت عضوًا مؤسسًا في الأمم المتحدة وأحد واضعي الإعلان العالمي لحقوق الإنسان، وكانت من بين أوائل المؤيدين لنزع السلاح وعدم التدخل في الشؤون الداخلية للشعوب الحرة. تُوِّجت أكبر مشاركة للفلبين في الشؤون العالمية بانتخاب كارلوس بينا رومولو كأول رئيس آسيوي للجمعية العامة للأمم المتحدة في عام 1952.
إدراكًا لأهمية العلاقات الخارجية، شجّع الرئيس إلبيديو كويرينو على إقرار قانون الخدمة الخارجية في يونيو 1952، على النحو المنصوص عليه في قانون الجمهورية (RA) رقم 708. خلال فترة ما بعد الحرب، ركزت وزارة الشؤون الخارجية على بناء المؤسسات، وفي الوقت نفسه زادت من ظهور الفلبين عالميًا. في عام 1953، وضع الوزير راؤول س. مانغلابوس امتحان موظفي الخدمة الخارجية لإضفاء الطابع المهني على الخدمة الخارجية وتحسين اختيار الموظفين الجدد.

## إدارة ماركوس
أعاد الرئيس فرديناند ماركوس تعريف السياسة الخارجية بأنها حماية استقلال الفلبين وسلامة أراضيها وكرامتها الوطنية، وأكد على زيادة التعاون الإقليمي. شدّد على كونه آسيويًا واتّبع سياسة الوحدة البنّاءة والتعايش مع الدول الآسيوية الأخرى، بغض النظر عن الإقناع الأيديولوجي. في عام 1967، أطلقت الفلبين مبادرة جديدة لتشكيل رابطة إقليمية مع دول جنوب شرق آسيا الأخرى تسمى رابطة دول جنوب شرق آسيا أو آسيان. وخلال تلك الفترة أيضًا، طبّعت الفلبين العلاقات الاقتصادية والدبلوماسية مع الدول الاشتراكية مثل الصين والاتحاد السوفيتي، اللتين زارهما في عامي 1975 و 1976، على التوالي. فتحت الفلبين أيضًا سفارات في دول الكتلة الشرقية، وأرسلت بعثة منفصلة إلى السوق الأوروبية المشتركة في بروكسل.
طوال السبعينيات، واصلت وزارة الشؤون الخارجية تشجيع التجارة والاستثمار، ولعبت دورًا نشطًا في استضافة الاجتماعات الدولية، وشاركت في اجتماعات حركة عدم الانحياز. أُنشئ معهد الخدمة الخارجية في عام 1976 لتوفير تدريب داخلي لموظفي الخدمة الخارجية.

## ما بعد الثورة الفلبينية 1986
شهدت الثورة الفلبينية عام 1986 إعادة تأسيس حكومة ديمقراطية في عهد الرئيسة كورازون أكينو. خلال هذه الفترة، اتبعت وزارة الشؤون الخارجية مرة أخرى سياسة التنمية، عن طريق السعي النشط وراء الفرص في الخارج في المجالات الحيوية للتجارة والاستثمار والتمويل والتكنولوجيا والمساعدات. أحيت وزارة الشؤون الخارجية أيضًا جهودها لتعزيز دور الفلبين في منطقة آسيا والمحيط الهادئ.
خلال هذه الفترة، أصبحت الفلبين واحدة من الأعضاء المؤسسين لمنتدى التعاون الاقتصادي لدول آسيا والمحيط الهادي أو إبيك (APEC) في نوفمبر 1989، وطرفًا نشطًا في الجهود الإقليمية لإنشاء منطقة التجارة الحرة لدول الآسيان. في عام 1990، اقترحت وزارة الشؤون الخارجية إرسال المزيد من البعثات الدبلوماسية إلى الشرق الأوسط لتحسين العلاقات الحالية مع الدول العربية والاستجابة للاحتياجات المتزايدة للعمال الفلبينيين في الخارج.
في عام 1991، استجاب مجلس الشيوخ الفلبيني للمشاعر القومية المتنامية بين الجمهور، وصوّت ضد تمديد اتفاقية القواعد العسكرية. هذا يعني قطع العلاقات السياسية والأيديولوجية التي ربطت البلاد منذ فترة طويلة بالولايات المتحدة. أيضًا في عام 1991، وقّعت الرئيسة أكينو على قانون R.A. 7157، والمعروف باسم قانون الخدمة الخارجية الجديد، الذي أعاد تنظيم الخدمة الخارجية وتعزيزها. وضع هذا القانون امتحان الأهلية لمنصب الوزير كشرط لترقية موظفي الخدمة الخارجية إلى منصب الوزير المستشار، وبالتالي ضمان الاختيار المهني لأولئك الذين سيرتقون في نهاية المطاف إلى منصب السفير.

## إدارة فيديل ف. راموس
حدّدت إدارة راموس في الفترة من يوليو 1992 إلى يونيو 1998 أربعة مجالات أساسية للسياسة الخارجية الفلبينية، وهي: تعزيز الأمن القومي، وتشجيع الدبلوماسية الاقتصادية، وحماية العمال الفلبينيين المغتربين والرعايا الفلبينيين في الخارج، وإسقاط صورة جيدة للبلاد في الخارج.
قدّم قانون العمال المهاجرين والفلبينيين المغتربين لعام 1995 إطارًا لحمايةٍ أفضل للعمال الفلبينيين في الخارج، وذلك بإنشاء صندوق المساعدة القانونية وصندوق مساعدة المواطنين وتعيين مساعد قانوني لشؤون العمال المهاجرين في وزارة الشؤون الخارجية، بمنصب وكيل وزارة.
من بين الأحداث المهمّة الأخرى في الشؤون الخارجية خلال سنوات رئاسة راموس اعتماد آسيان في عام 1992 -بمبادرة فلبينية- الإعلان بشأن بحر الصين الجنوبي، الذي هدف إلى بناء الثقة وتجنب الصراع بين الدول المطالبة؛ وتأسيس منطقة نمو شرق آسيا التي تضم بروناي دار السلام وإندونيسيا وماليزيا والفلبين (BIMP) في عام 1994؛ وإنشاء منتدى آسيان الإقليمي (ARF) في عام 1994 باعتباره الحوار الأمني متعدد الأطراف الوحيد في منطقة آسيا والمحيط الهادئ الذي أُجري على مستوى الحكومة؛ والتوقيع على اتفاق مينداناو للسلام بين حكومة الفلبين والجبهة الوطنية لتحرير مورو في 2 سبتمبر 1996.

## إدارة استرادا
أيدت إدارة استرادا توجّهات السياسة الخارجية للإدارة السابقة، وركّزت على الأمن القومي والدبلوماسية الاقتصادية ومساعدة المواطنين وتحسين صورة البلاد. ظلّت الفلبين في طليعة الساحة الإقليمية متعددة الأطراف. واستضافت بنجاح الاجتماع الوزاري لآسيان في يوليو 1998 واتخذت التدابير لبناء الثقة مع الصين بشأن قضية بحر الصين الجنوبي من خلال اجتماع عُقد في مارس 1999. عزّز الرئيس استرادا العلاقات الثنائية مع الدول المجاورة من خلال زياراته لفيتنام وتايلاند وماليزيا وسنغافورة وهونج كونج واليابان وكوريا الجنوبية.
لعبت وزارة الشؤون الخارجية أيضًا دورًا رئيسيًا في صياغة اتفاقية القوات الزائرة مع الولايات المتحدة، والتي جرى التصديق عليها في مجلس الشيوخ. وأرسلت البلاد وفدًا من 108 مراقبين إلى الانتخابات البرلمانية الإندونيسية، وشاركت في أنشطة تعاونية في مجالات الأمن والدفاع ومكافحة الجرائم عبر الوطنية والاقتصاد والثقافة وحماية العمال الفلبينيين في الخارج والفلبينيين في الخارج.

## الهيكل التنظيمي
يرأس الوزارة وزير الشؤون الخارجية (الفلبين)، مع وكلاء الوزارة التاليين:
- وكيل الوزارة في الحكومة
- وكيل الوزارة للأمن المدني والشؤون القنصلية
- وكيل الوزارة للعلاقات الاقتصادية الدولية
- وكيل الوزارة لشؤون العمال المهاجرين
- وكيل الوزارة للشؤون السياسية
- وكيل الوزارة للاتصالات الاستراتيجية والبحوث

## مكاتب الوزارة
تعمل المكاتب السياسية والجغرافية التابعة لوزارة الشؤون الخارجية على إدارة العلاقات السياسية والاقتصادية في مختلف المناطق ومتابعة مصالح الفلبين في المنظمات متعددة الأطراف. وتشمل ما يلي:
- مكتب العلاقات الاقتصادية الدولية
- مكتب الشؤون الأمريكية
- مكتب شؤون آسيا والمحيط الهادئ
- مكتب الشؤون الأوروبية
- مكتب شؤون الشرق الأوسط وأفريقيا
- مكتب شؤون الآسيان
- مكتب الأمم المتحدة وغيرها من المنظمات الدولية
- مكتب شؤون البحار والمحيطات

تشمل المكاتب التنفيذية التابعة لوزارة الشؤون الخارجية:
- مكتب شؤون العمال المهاجرين
- مديرية الشؤون القنصلية
- مكتب الاتصالات الاستراتيجية والبحوث
- مكتب المعاهدات والشؤون القانونية
- مكتب التخطيط والتنسيق السياسي
- مكتب البروتوكول
- مكتب خدمات الإدارة المالية
- مكتب إدارة الأصول وخدمات الدعم
- مكتب إدارة الموارد البشريّة
- وحدة الأمن والمخابرات
- وحدة الاتصال التشريعي الوزاري
- دائرة المراجعة الداخلية للحسابات